# Zeőke Antal
Zeőke Antal (Zeöke, Csíkszereda, 1884. július 13. – Budapest, 1983. augusztus 20.) magyar újságíró, szerkesztő, lapkiadó, országgyűlési képviselő.

## Élete
Székely lófő családban született. Az elemi iskolát és a gimnáziumot szülővárosában, államtudományi tanulmányait Budapesten végezte. Letette az államszámviteli vizsgát is. Ebben az időben számos politikai cikke jelent meg a csiki lapokban báró Bánffy Dezső független gazdasági programjának támogatására. Tanulmányai befejezése után a Postatakarékpénztár budapesti központjához került, majd a földművelésügyi minisztériumba nevezték ki fogalmazónak.
Amikor Nagyatádi Szabó István népgazdasági miniszter, később pedig a Tanácsköztársaság bukása után földművelésügyi, majd közélelmezési miniszter lett, Zeőke oda is követte őt és titkára volt a miniszternek. Az Országos Állatvédő Egyesületnek főfelügyelője volt és éveken át szerkesztette az egyesület évkönyvét. Az 1920-as választásokon a gyomai kerületben lépett fel és Székely János népjóléti államtitkárral és Timár Ambrus plébánossal szemben óriási többséggel képviselővé választották meg, a kisgazdapárt programjával. Budapest Székesfőváros III. kerülete is törvényhatósági bizottsági taggá választotta. 
Ő volt az egyedüli kisgazdapárti székesfővárosi törvényhatósági bizottsági tag. Nagyatádi Szabó István bizalmas hívének számított. Az 1920-22-es nemzetgyűlésben a kisgazdaérdekek védelmében több élénk visszhangot keltő beszédet és interpellációt mondott. 1921-ben az Eskütt-féle panama kapcsán bűnvádi eljárás indult meg ellene, a nemzetgyűlés a mentelmi jogát fel is függesztette, azonban az ügyészség a vizsgálat során megszüntette ellene az eljárást, és rehabilitálta. Az Egységes Párt megalakulásakor csatlakozott a párthoz. Az 1922-es választásokon pótválasztásba került Vági Istvánnal, akivel szemben 732 szótöbbséggel nyert. 1926-ban miniszteri osztálytanácsossá nevezték ki, és ebben az évben is bejutott az országgyűlésbe régi kerületéből, Zajka Béla ellen nyert. Ekkor Kondoros díszpolgára lett. 
1931-ben is képviselőnek választották, de a következő választásokon kikerült az országgyűlésből. Gyoma község a vasúttól délre fekvő részét – érdemei elismeréséül – az eddigi Besenyőszeg helyett Zeőke-telepnek nevezte el. Zagyvarékason is díszpolgárnak választották. A Békésmegyei Kisgazdák Egyesületének társelnöke volt, és több körnek és egyesületnek is elnöke, díszelnöke lett. A Magyar Vidék és a Gyoma-Endrőd-Kondoros című helyi lapoknak volt főszerkesztője és kiadója. Összesen 15 évig volt nemzetgyűlési, illetve országgyűlési képviselő, négyszer választották meg. Sírja a Farkasréti temetőben található.

## Elismerései
- Kondoros díszpolgára
- Zagyvarékas díszpolgára